# Барбара Франкопан Бранковић
Барбара Франкопан Бранковић (Оточац, половина 15. вијека — ? Бијела Стијена, прије јула 1508.) је била српска деспотица и жена деспота Вука Бранковића.

## Живот
Ћерка је кнеза Жигмунда Франкопана, који је поред ње, са женом Јеленом, од потомства имао још ћерку Доротеју, која се удала за Стефана VIII Бабонића Благајског. Барбара у браку са Вуком Бранковићем није имала порода. Живили су у Купнику у Сријему и Бијелој Стијени  у Рашкој (каснијој Славонији), гдје је написала неколико писама која су сачувана. Удова Барбара се након смрти мужа Вука Бранковића преудала за Фрању Берислaвића. У нови брак је удовица унијела мираз - велике посједе које јој је оставио Вук.
О Трсатском реликвијару српске деспотице Барбаре, са натписима ћирилицом, је писао историчар умјетности Бранислав Цветковић , а на ту тему је објавио и књигу Трсатски реликвијар, 2020. године. Аутор сматра да је Барбара била православне вјере, бар у периоду брака са деспотом Вуком. Један од текстова тог реликвијара је изгравирана посвета деспотовице Барбаре, на старосрпском језику и ћирилићким писмом. Реликвијар је насљеђе предака деспота Вука Бранковића, који је Барбара насљедила и поклонила католичком манастиру на Трсату код Ријеке. Она је била нећакиња Мартина Франкопана, оснивача манастира на Трсату.
Фрањо Главинић је спомиње као деспотицу и принцезу рашку (лат. L' Anno 1570. Barbara Desputouizza Prencipessa di Rassia.) 